# Ján Plško
Ján Plško (1. června 1929 Brusno – 7. listopadu 2012 tamtéž) byl slovenský fotbalový brankář. Zemřel ve věku 83 let.

## Fotbalová kariéra
V československé lize hrál za Sokol NV Bratislava. Získal 3 mistrovské tituly.

## Ligová bilance
| Ročník                                     | Zápasy | Góly | Klub                 |
| ------------------------------------------ | ------ | ---- | -------------------- |
| Celostátní československé mistrovství 1949 | -      | 0    | Slovan NV Bratislava |
| Celostátní československé mistrovství 1950 | -      | 0    | Sokol NV Bratislava  |
| Mistrovství československé republiky 1951  | -      | 0    | Sokol NV Bratislava  |
| CELKEM                                     | -      | 0    |                      |